# Elias Judah Durand
Elias Judah Durand (Canandaigua, Nova Iorque, 20 de março de 1870 - Saint Paul, Minnesota, 29 de outubro de 1922) foi um botânico, entomólogo e micólogo estadunidense, sendo mais conhecido pelos seus trabalhos em micologia, particularmente sobre os Discomycetes.
Formou-se na Universidade de Cornell onde ensinou botânica até 1893. Foi depois professor associado de botânica na Universidade do Missouri e em 1918 tornou-se Professor de botânica na Universidade do Minnesota.